# Rafael Silva dos Santos
Rafael Silva dos Santos (Feira de Santana, 8 ottobre 1990) è un calciatore brasiliano, attaccante del São Bento.

## Carriera
Ha giocato nella seconda divisione brasiliana e nella prima divisione dei campionati brasiliano, emiratino, indonesiano, boliviano e malaysiano.

## Palmarès

### Club

#### Competizioni nazionali
- Campeonato Brasileiro Série B: 1

Portuguesa: 2011
- Campionato boliviano: 1

Always Ready: Apertura 2020

#### Competizioni statali
- Copa Paulista: 1

Noroeste: 2012
- Campionato paulista: 1

Ituano: 2014
- Campionato Carioca: 1

Vasco da Gama: 2015